# Província de Groningen
Groningen (groninguès: Grönnen, frisó: Grinslân) és una província dels Països Baixos situada al nord-est del país, fent frontera a l'est amb Alemanya (estat de Baixa Saxònia), al sud amb Drenthe a l'est amb Frísia i al nord amb el Mar de Wadden i, després de les illes frisones, el Mar del Nord. La seva capital és la ciutat de Groningen.
Té una superfície de 2.967 km² (2,1% dels quals són aigua), on vivien 574.384 habitants el 2004. És una província amb un caràcter marcat, on es parla un dialecte baix alemany (grunnegs). S'hi va parlar frisó fins ben entrada l'edat mitjana.

## Municipis

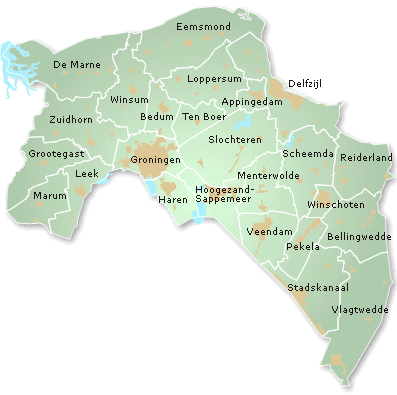
Municipis de la [http://www.provinciegroningen.nl província de Groningen

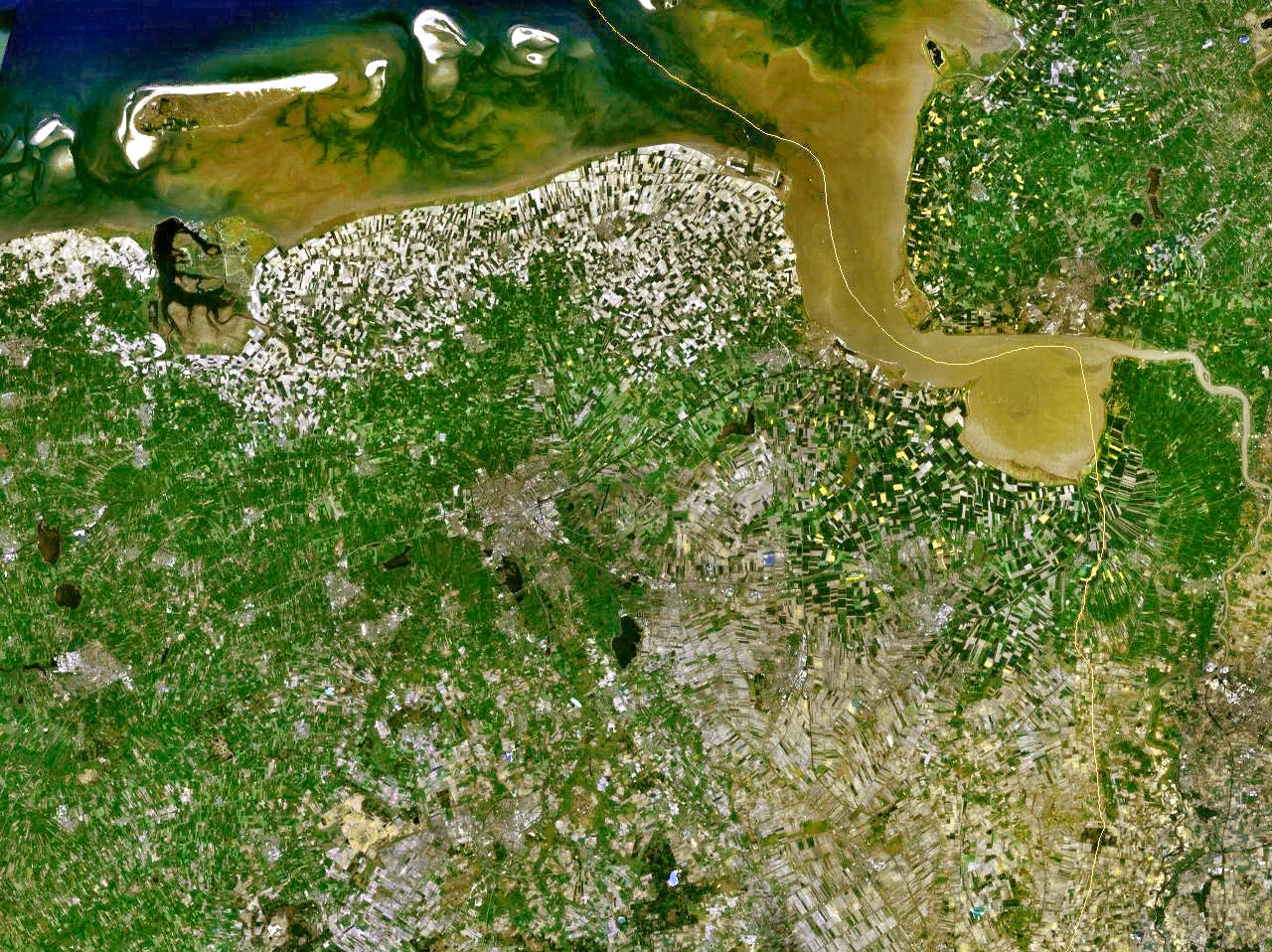
Vista via satèl·Lit

Groningen té 20 municipis.
| Municipi         | Població (1 juny 2007) | Densitat (km²) | Principals nuclis                    |
| ---------------- | ---------------------- | -------------- | ------------------------------------ |
| Appingedam       | 12.165                 | 23,84          | Appingedam                           |
| Bedum            | 10.631                 | 44,58          | Bedum, Zuidwolde                     |
| De Marne         | 10.712                 | 167,45         | Ulrum, Leens, Eenrum, Kloosterburen  |
| Delfzijl         | 27.580                 | 132,47         | Delfzijl, Farmsum, Wagenborgen       |
| Eemsmond         | 16.605                 | 189,63         | Uithuizen, Uithuizermeeden, Warffum  |
| Groningen        | 180.824                | 79,59          | Groningen, Hoogkerk                  |
| Grootegast       | 12.155                 | 86,88          | Grootegast, Niekerk, Opende          |
| Haren            | 18.787                 | 45,69          | Haren, Glimmen                       |
| Leek             | 19.322                 | 63,57          | Leek, Tolbert, Zevenhuizen           |
| Loppersum        | 10.729                 | 111,02         | Loppersum, Middelstum                |
| Marum            | 10.077                 | 64,51          | Marum, De Wilp                       |
| Midden-Groningen |                        |                |                                      |
| Oldambt          |                        |                |                                      |
| Pekela           | 13.273                 | 49,12          | Oude Pekela, Nieuwe Pekela           |
| Stadskanaal      | 34.047                 | 117,85         | Stadskanaal, Musselkanaal, Onstwedde |
| Ten Boer         | 7.252                  | 45,25          | Ten Boer                             |
| Veendam          | 28.086                 | 76,24          | Veendam, Wildervank                  |
| Westerwolde      |                        |                |                                      |
| Winsum           | 13.969                 | 101,09         | Winsum, Baflo, Sauwerd               |
| Zuidhorn         | 18.397                 | 125,62         | Zuidhorn, Grijpskerk, Aduard         |

## Història
La presència d'un dolmen a Noordlaren que la història de l'assentament es remunta almenys a l'Edat de Pedra. El descobriment d'un dolmen a Delfzijl és una indicació que l'ocupació no només es restringia a la frontera amb Drenthe. Hom afirma que la presència d'un dolmen prova la teoria fou habitada per constructors de dics de dunes per a guanyar terra al mar.
Originàriament formà part del territori de Frísia i el 785 fou incorporat a l'Imperi Carolingi. Carlemany encarregà Sant Ludiger la cristianització del territori, La ciutat fou esmenada per primer cop el 1040 com a vila de Drenthe que formava part del bisbat d'Utrecht. Durant a l'edat mitjana el control de l'autoritat imperial a la ciutat era molt laxe, i es va incorporar les Ommelanden, on es parlava frisó però s'hi va anar imposant una varietat pròpia de baix saxó neerlandès.
Cap al 1500 Maximilià I del Sacre Imperi Romanogermànic va entregar Groningen i Frísia a Albert III de Saxònia-Meissen, qui no hi va poder exercir un poder permanent. El 1514 fou incorporada al ducat de Gueldres i el 1536 fou incorporat com una de les Disset Províncies als Països Baixos dels Habsburg. El 1594 fou incorporada definitivament a les Províncies Unides.

## Administració
La seu dels Estats Provincials es troba a Martinikerkhof a la ciutat de Groningen. Actualment hi ha un govern de coalició format per PvdA, CDA i ChristenUnie. Max van den Berg és el comissari reial, que substituí el 2007 Hans Alders.

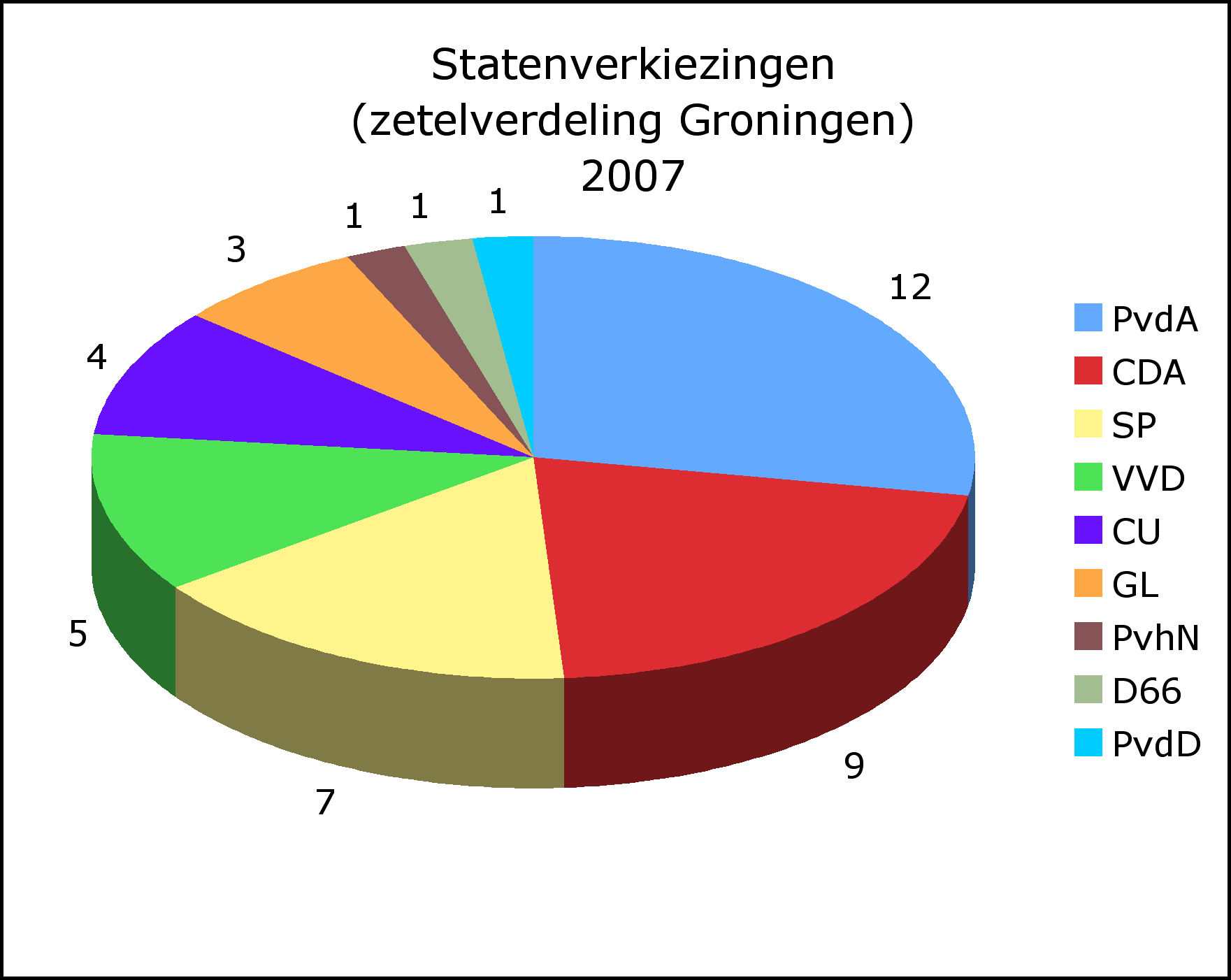
Resultats de les eleccions als estats provincials de 2007

Els resultats de les eleccions estatals i provincials de 2007, comparades amb les de 2003, han estat:
| Resultats de les eleccions provincials | Resultats de les eleccions provincials | Resultats de les eleccions provincials | Resultats de les eleccions provincials | Resultats de les eleccions provincials |
| -------------------------------------- | -------------------------------------- | -------------------------------------- | -------------------------------------- | -------------------------------------- |
| Partit                                 | 2003                                   | 2003                                   | 2007                                   | 2007                                   |
| Partit                                 | %                                      | 'Escons                                | %                                      | escons                                 |
| PvdA                                   | 33,7                                   | 20                                     | 26,2                                   | 12                                     |
| CDA                                    | 20,9                                   | 12                                     | 19,4                                   | 9                                      |
| SP                                     | 6,0                                    | 3                                      | 15,9                                   | 7                                      |
| VVD                                    | 13,4                                   | 7                                      | 11,7                                   | 5                                      |
| ChristenUnie                           | 7,5                                    | 4                                      | 10,3                                   | 4                                      |
| Groen Links                            | 8,4                                    | 5                                      | 7,6                                    | 3                                      |
| Partij voor het Noorden                | 4,0                                    | 2                                      | 3,6                                    | 1                                      |
| D66                                    | 4,0                                    | 2                                      | 2,6                                    | 1                                      |
| Partit pels Animals                    | n.v.t                                  | n.v.t.                                 | 2,2.                                   | 1                                      |
| Nou Partit Comunista                   | 0,8                                    | 0                                      | 0,5                                    | 0                                      |
| Total                                  | 55,5                                   | 55                                     | 51,0                                   | 43                                     |

| eleccions legislatives neerlandeses de 2006 | eleccions legislatives neerlandeses de 2006 | eleccions legislatives neerlandeses de 2006 |
| ------------------------------------------- | ------------------------------------------- | ------------------------------------------- |
| Partit                                      | %                                           | +/- (2003)                                  |
| PvdA                                        | 31,0                                        | - 8,6                                       |
| SP                                          | 19,2                                        | + 11,9                                      |
| CDA                                         | 18,3                                        | - 2,3                                       |
| VVD                                         | 10,9                                        | - 2,1                                       |
| ChristenUnie                                | 7,0                                         | + 2,3                                       |
| GroenLinks                                  | 5,9                                         | - 0,1                                       |
| PVV                                         | 3,2                                         | -                                           |
| D66                                         | 1,9                                         | - 2,0                                       |
| PvdD                                        | 1,6                                         | + 1,1                                       |
| SGP                                         | 0,3                                         | + 0,0                                       |
| LPF                                         | 0,2                                         | - 3,2                                       |
| Total                                       | 81,3                                        | - 0,3                                       |

Executiu Provincial:
Després de les eleccions de 2007 l'executiu provincial és compost per PvdA, CDA i la Unió Cristiana. Des de 2009 l'executiu provincial és format per:
- Comissari de la Reina: M.J. (Max) van den Berg - PvdA
- Adjunt: M.J. (Marc) Jager - CDA
- Adjunt: P.M. (Pim) de Bruijne - PvdA
- Adjunt: J.C. (Hans) Gerritsen - PvdA
- Adjunt: D.A. (Douwe) Hollenga - CDA
- Adjunt: W.J. (William) Moorlag - PvdA
- Adjunt: R.A.C. (Rudi) Slager - CU
- Secretari provincial: mr. H.J. (Henk Jan) Bolding

## Nascuts a la província
- Arjen Robben, futbolista
- Jurrie Koolhof, futbolista
- Abel Tasman, explorador
- Aletta Jacobs, primera metgessa dels Països Baixos

## Galeria d'imatges

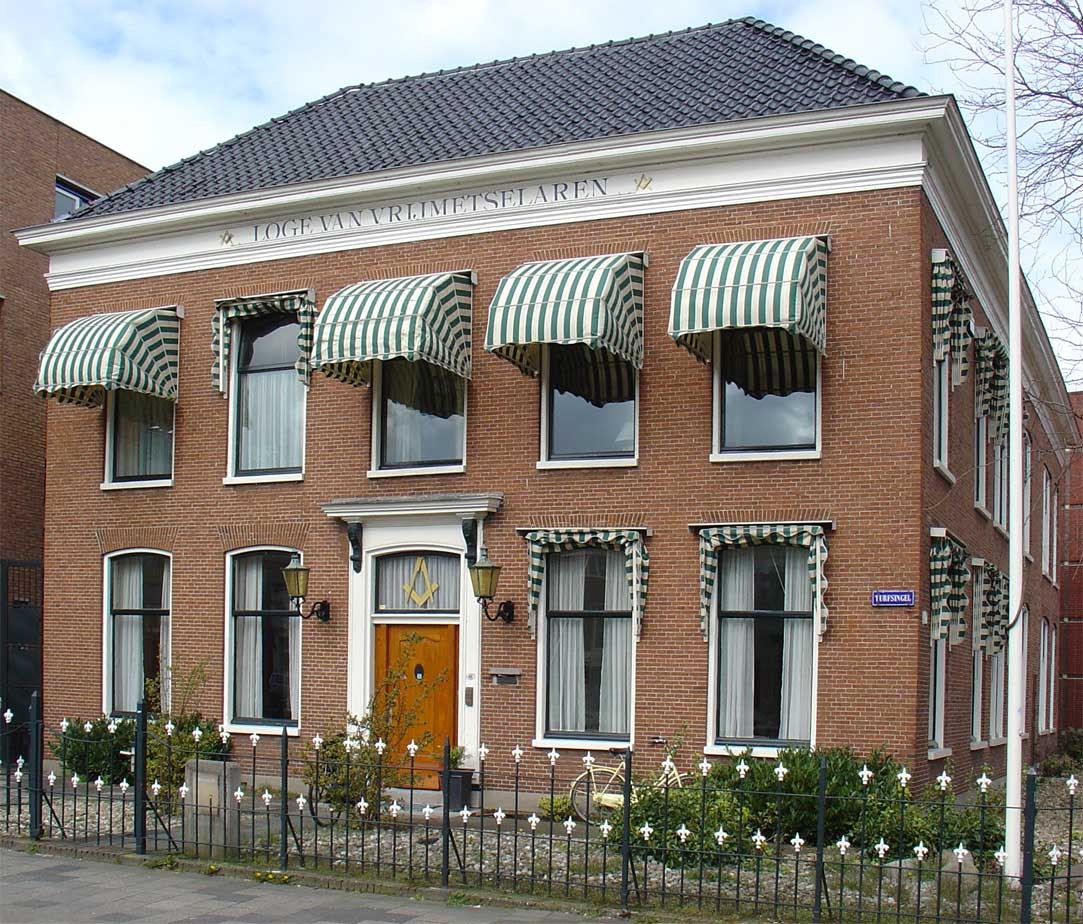
Edifici Loge, seu de la Maçoneria
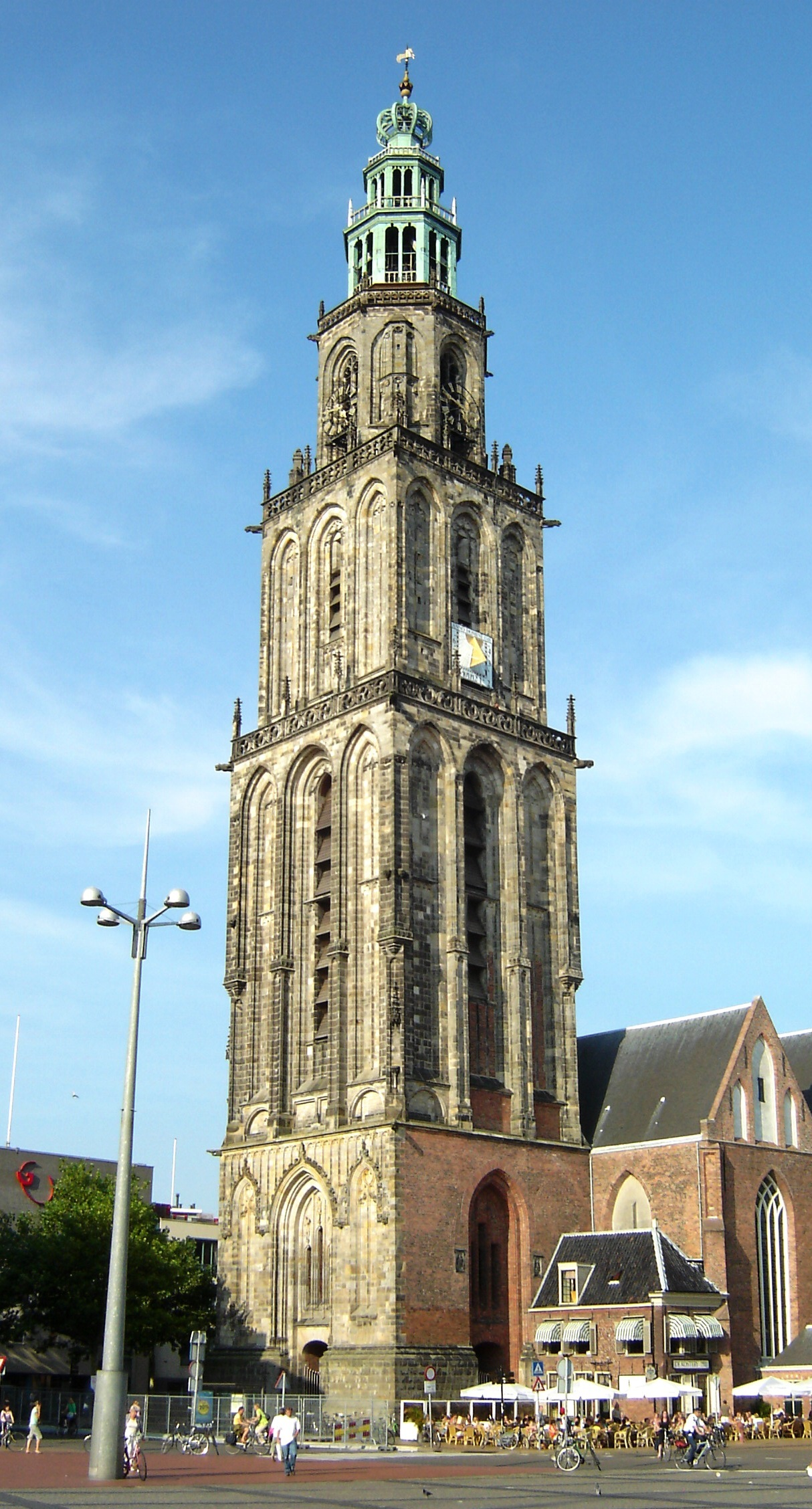
La Torre Martini (Groningen)
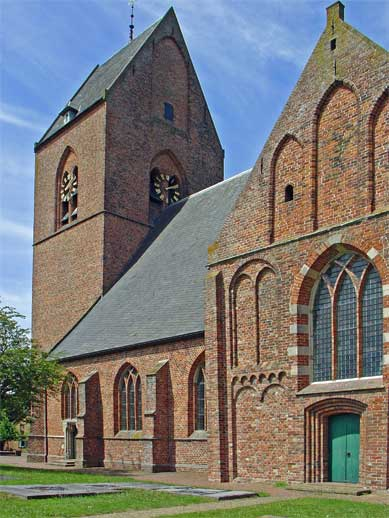
Església de Loppersum
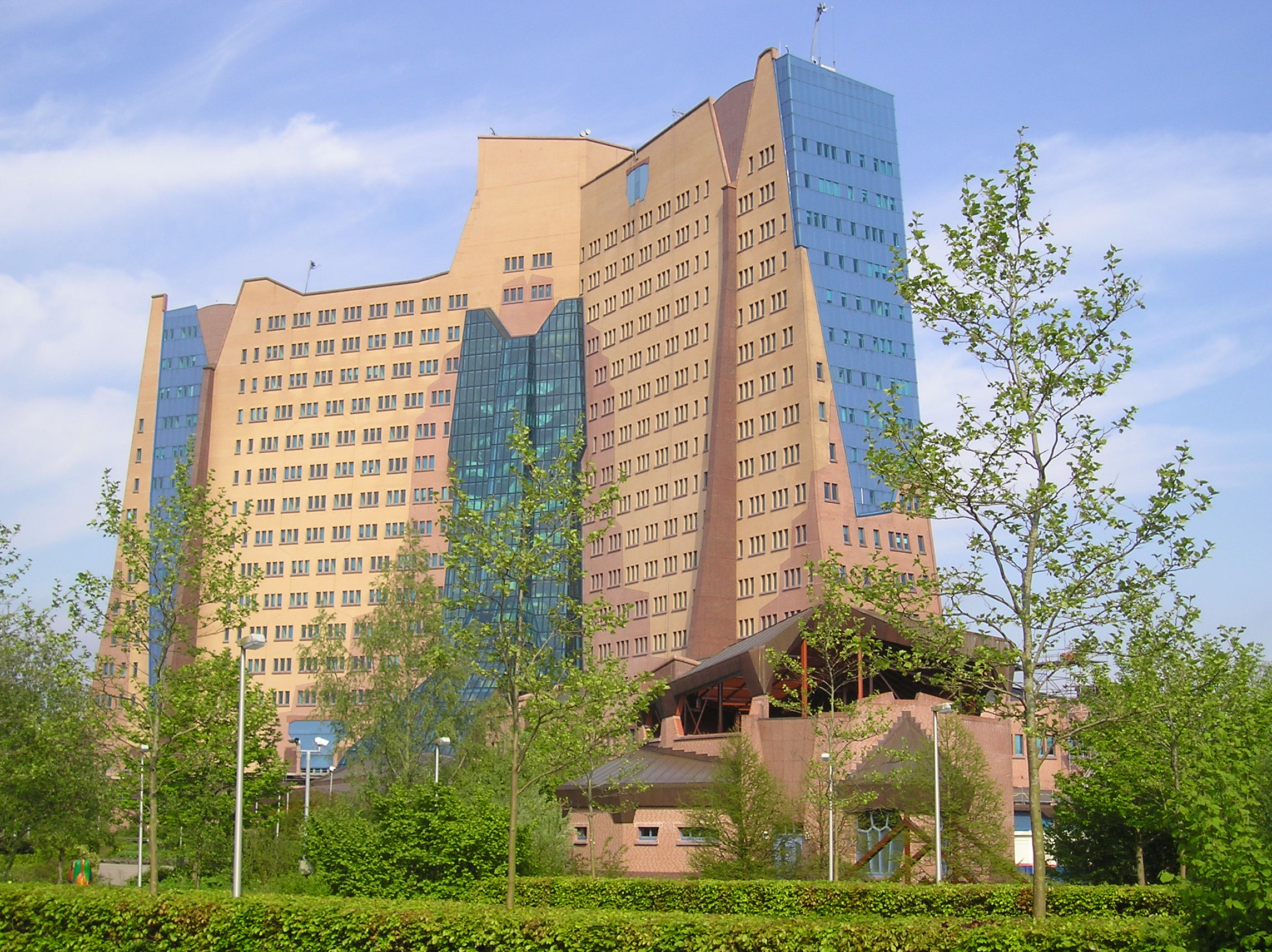
El Gasuniegebouw